# أماندا ويلكينسون
أماندا ويلكينسون هي مغنية كندية، ولدت في 17 يناير 1982 في بيلفي في كندا.

## وصلات خارجية
- أماندا ويلكينسون على موقع IMDb (الإنجليزية)
- أماندا ويلكينسون على موقع ميوزك برينز (الإنجليزية)
- أماندا ويلكينسون على موقع أول ميوزيك (الإنجليزية)
- أماندا ويلكينسون على موقع ديسكوغز (الإنجليزية)